# Krašči
Krašči (Hongaars: Lendvakirályfa, Duits: Königsdorf) is een plaats in Slovenië en maakt deel uit van de gemeente Cankova in de NUTS-3-regio Pomurska. De plaats telde 245 inwoners op 1 januari 2020.